# Kloosterkwartier
Het Kloosterkwartier is een deel van het centrum van de stad Venlo in de Nederlandse provincie Limburg.

## Kloosters
Het Kloosterkwartier heeft zijn naam te danken aan de kloosters die in dit gebied gelegen hebben. Al vroeg in de geschiedenis van de stad, kende Venlo al een viertal kloosters. Drie daarvan lagen in het 2e kwadrant. De stad had haar vestigingsmuren niet direct om de stad heen gebouwd, maar liet nog ruimte over voor bebouwing. Het 2e kwadrant (De Weide genoemd) was destijds vrijwel onbebouwd. Vermoedelijk was er al eerder een klooster/kerk, gewijd aan de Heilige Geest, in het 1e kwadrant (op de noordelijke de huidige Heilige Geeststraat/Vleesstraat). De zusters hebben dit bouwval verlaten en een klooster aan Maria gewijd op de Weide. Vandaar de naam Mariaweide. De reden dat er in dit kwartier 3 van de 4 kloosters werden gesticht is vermoedelijk de ruimte geweest om een klooster te stichten. Bovendien bevond de ruimte zich binnen de stadsmuren.
- Klooster Trans-Cedron (?-1944), liggende in het 2e kwadrant (Kloosterkwartier) aan de Nieuwstraat. Eerst bewoond (en vermoedelijk gesticht) door de Cellebroeders, vervolgens door de zusters Annunciaten (1582-1797). Hun vorige klooster (Mariëndal) werd door de Tachtigjarige Oorlog verwoest. Zij werden uit dit klooster verdreven door de Fransen. Toen heeft het klooster een hele tijd gediend als woningen voor armen (kapelletje diende als pakhuis, eigenaresse was mevr. Schmasen. Vanaf 1879 werd het klooster weer in gebruik genomen door de Dominicanen, die uit Duitsland vluchtte vanwege de Kulturkampf. Het klooster werd in de oorlog verwoest. Trans-cedron betekent letterlijk Over de Beek
- Kruisherenklooster (1399-1944), liggende in het 2e kwadrant (Kloosterkwartier) aan de Klaasstraat. Het klooster was oorspronkelijk een kerk die door het schippersgilde in 1344 werd gesticht en gewijd aan St. Nicolaas. In 1399 kregen de Kruisheren de kerk toegewezen en maakte er een klooster van. In 1797 werden de Kruisheren door de Fransen verjaagd. Vervolgens deed de kerk dienst als hulpkerk van de St. Martinusparochie, maar werd in de Tweede Wereldoorlog verwoest.
- Klooster Mariaweide (1416-heden), liggende in het 2e kwadrant (Kloosterkwartier) aan de Kleine Beekstraat. Het klooster werd in 1416 gesticht door de zusters Augustinessen. Na de Tweede Wereldoorlog hadden de Dominicanen geen onderkomen meer en kregen dit klooster toegewezen. Een gedeelte van het klooster werd tijdens WOII verwoest en in de jaren 60 werd het complex geheel vernieuwd, deels op de oude fundamenten van het klooster. In 2005 vertrokken de Dominicanen.

Andere kloosters in Venlo waren/zijn:
- Klooster Mariëndal (1418-1582), buiten de stadsmuren op de plek van de Kapel van Genooi. Het klooster werd gesticht en bewoond door de zusters Annunciaten en door de Tachtigjarige Oorlog verwoest. De zusters weken uit naar het klooster Trans-Cedron.
- Franciscanenklooster (1616-19e eeuw?), liggende in het 3e kwadrant. In 1620 werd hieraan de Minderbroederskerk toegevoegd, wat nu de huidige Jongerenkerk is.
- Klooster Mariadal (1881-heden), liggende in het Ven. Gesticht door Duitse zusters.
- Heilige Geestklooster (1360-1797). Het lag op de hoek van de Jodenstraat met de Heilige Geeststraat en werd bewoond door de zusterorde van de Norbertinessen. Ernaast bevond zich de Heilige Geestkerk. Deze kerk werd later in gebruik genomen als magazijn van de Venlose drukkerij Weduwe H. Bontamps. In 760 is volgens Henri Uyttenbroeck de eerste kerk van Venlo gebouwd, gewijd aan de Heilige Geest.

Drie van de vier oudste kloosters lagen in het Kloosterkwartier. Twee ervan zijn verwoest, de andere is niet meer als klooster in gebruik.

## Het Kloosterkwartier in de 20e en 21e eeuw
Vanwege de geplande verbouwing van het stadhuis zal als trouwlocatie worden uitgeweken naar de Dominicanenkerk, het kapelletje van klooster Mariaweide. Daarvoor wordt op dit moment de kerk grondig gerenoveerd, zodat deze klaar is voor de verbouwing van het stadhuis begint. Daarnaast worden de huizen aan de Koninginnesingel op den duur gesloopt voor nieuwbouw. Net als het 4e kwadrant (Q4) krijgt het Kloosterkwartier een eigen gezicht. Daarnaast wordt het kwartier gedomineerd door de winkelstraat Klaasstraat (zoals ze zelf zeggen Pronkstraot)

### (voormalige) gebouwen en instellingen
- VVV-toeristenbureau, thans inpandig in winkel
- Openbare Bibliotheek Venlo
- Filmtheater De Nieuwe Scene
- Kloosters
  - Kruisherenklooster (verdwenen)
  - Klooster Trans-Cedron (verdwenen)
  - Dominicanenklooster Mariaweide

## Trivia
- In het kloosterkwartier ligt ook het Keizerstraatje, dat vernoemd is naar Napoleon. Hij bezocht in 1804 de stad en reed door dat straatje om het massavolk te ontwijken. In de volksmond heet het straatje De Floddergats.